# Немат, Орзала Ашраф
Орзала Ашраф Немат (дари اورزاله اشرف نعمت, род. 24 мая 1977) — афганская учёная и активистка гражданского общества. В 2012 году она основала Центр женского и молодёжного лидерства. Орзала получила докторскую степень в области права и политических наук в Школе востоковедения и африканистики Лондонского университета. Во время правления талибов в Афганистане она много раз подвергала себя риску, запускала подпольные программы грамотности и санитарного просвещения для женщин и девочек. Орзала опубликовала несколько статей в крупных новостных источниках, таких как Би-би-си и The Guardian.
Немат попечительница Afghanaid, получательница стипендии мирового уровня.
Она была признана одной из 100 женщин Би-би-си 2013 года.